# HD34547
HD34547 — хімічно пекулярна зоря спектрального класу A0, що має видиму зоряну величину в смузі V приблизно  7,5.
Вона  розташована на відстані близько 409,2 світлових років від Сонця.

## Пекулярний хімічний вміст
Зоряна атмосфера HD34547 має підвищений вміст 
Cr
.